# Liège-Bastogne-Liège 1973
La 59e édition de Liège-Bastogne-Liège a eu lieu le 22 avril 1973 et a été remportée par le Belge Eddy Merckx. C'est la quatrième victoire de Merckx sur la Doyenne et la troisième de rang.

## Arrivée de la course
Après l'année 1972 où l'arrivée s'est tenue dans la ville de Verviers, la Doyenne se termine de nouveau à Liège et le terme de cette cinquante-neuvième édition a lieu au Stade Vélodrome de Rocourt pour la dernière fois. 
Le tracé de l'édition 1973 met le sommet de la dernière côte à 92 km de Liège rendant la course moins difficile que d'habitude. C'est pourquoi un groupe de treize coureurs pénètre dans le vélodrome pour y accomplir un tour et demi de piste. Ce groupe "royal" comprend les meilleurs coureurs de courses à étapes que sont Eddy Merckx, Luis Ocaña, Raymond Poulidor, Bernard Thévenet et Joop Zoetemelk, le sprinter français Régis Ovion ainsi que d'excellents finisseurs belges comme Frans Verbeeck, Walter Godefroot, Georges Pintens et Herman Van Springel.
Frans Verbeeck pénètre le premier sur le vélodrome suivi par Merckx. Verbeeck s'écarte rapidement, obligeant Merckx à prendre la tête. Ce dernier, toujours en tête, lance le sprint dans l'ultime virage. Verbeeck revient très fort sur Merckx qui réussit à conserver un mince avantage que la photo-finish confirme.
Sur 150 coureurs au départ, 65 terminent la course.

## Classement
| n° | Coureur          | Équipe      | Temps           |
| -- | ---------------- | ----------- | --------------- |
| 1  | Eddy Merckx      | Molteni     | 6 h 13 min 55 s |
| 2  | Frans Verbeeck   | Watney-Maes | m.t.            |
| 3  | Walter Godefroot | Flandria    | m.t.            |
| 4  | Raymond Poulidor | Gan         | m.t.            |
| 5  | Régis Ovion      | Peugeot     | m.t.            |
| 6  | Bernard Thévenet | Peugeot     | m.t.            |
| 7  | Leif Mortensen   | Bic         | m.t.            |
| 8  | Georges Pintens  | Rokado      | m.t.            |
| 9  | Joop Zoetemelk   | Gitane      | m.t.            |
| 10 | Victor Van Schil | Molteni     | m.t.            |